# Núria Carrera i Comes
Núria Carrera i Comes (Ribes de Freser, Ripollès, 1948) és una treballadora social, gestora associativa i política catalana. Ha estat regidora de l'Ajuntament de Barcelona.

## Família
Núria Carrera és mare del Biel Barnils, l'Andreu Barnils i de Ton Barnils i germana de Salvador Carrera. Fou la dona de Ramon Barnils i cunyada d'Irene Rigau.

## Biografia
És degana del Col·legi Oficial de Treball Social de Catalunya. Forma part igualment amb vint-i-sis personalitats del Consell Assessor de la Taula d'Entitats del Tercer Sector Social de Catalunya. És, també, membre del Patronat de la fundació Instituto Universitario Avedis Donabedian-UAB, i de l'Associació Consell de Cent que agrupa antics regidors i regidores de l'Ajuntament de Barcelona. Casada el 1969 amb Ramon Barnils, va tenir tres fills: Ton, Andreu i Biel.
L'any 1997 accepta l'oferta de l'alcalde de Barcelona Joan Clos de formar part com a independent de la llista del Partit dels Socialistes de Catalunya amb el número dos de la candidatura per a les eleccions municipals. Un cop elegida, serà nomenada cinquena tinenta d'alcalde i presidenta de la Comissió de Benestar Social del 1999 al 2003. Serà reelegida a les eleccions municipals de 2003. Fou responsable de la Regidoria d'Immigració del 2003 al 2007. Durant el mateix mandat serà membre de l'Àrea Metropolitana de Barcelona, i diputada provincial a la Diputació de Barcelona del 2003 al 2007. El 2006 acceptà dimitir dels càrrecs municipals abans de finalitzar el mandat per petició de l'alcalde.